# Hohenkemnath
Hohenkemnath ist ein Gemeindeteil und eine Gemarkung der Gemeinde Ursensollen im Landkreis Amberg-Sulzbach (Oberpfalz, Bayern).

## Geografie
Das Pfarrdorf liegt im Naturpark Hirschwald, in der Region Oberpfalz-Nord und etwa zehn Kilometer südwestlich von Amberg und etwa 50 Kilometer östlich von Nürnberg.
Durch den Ort verläuft in Ost-West-Richtung die AS 15, nach Süden zweigt die AS 9 ab.

## Geschichte

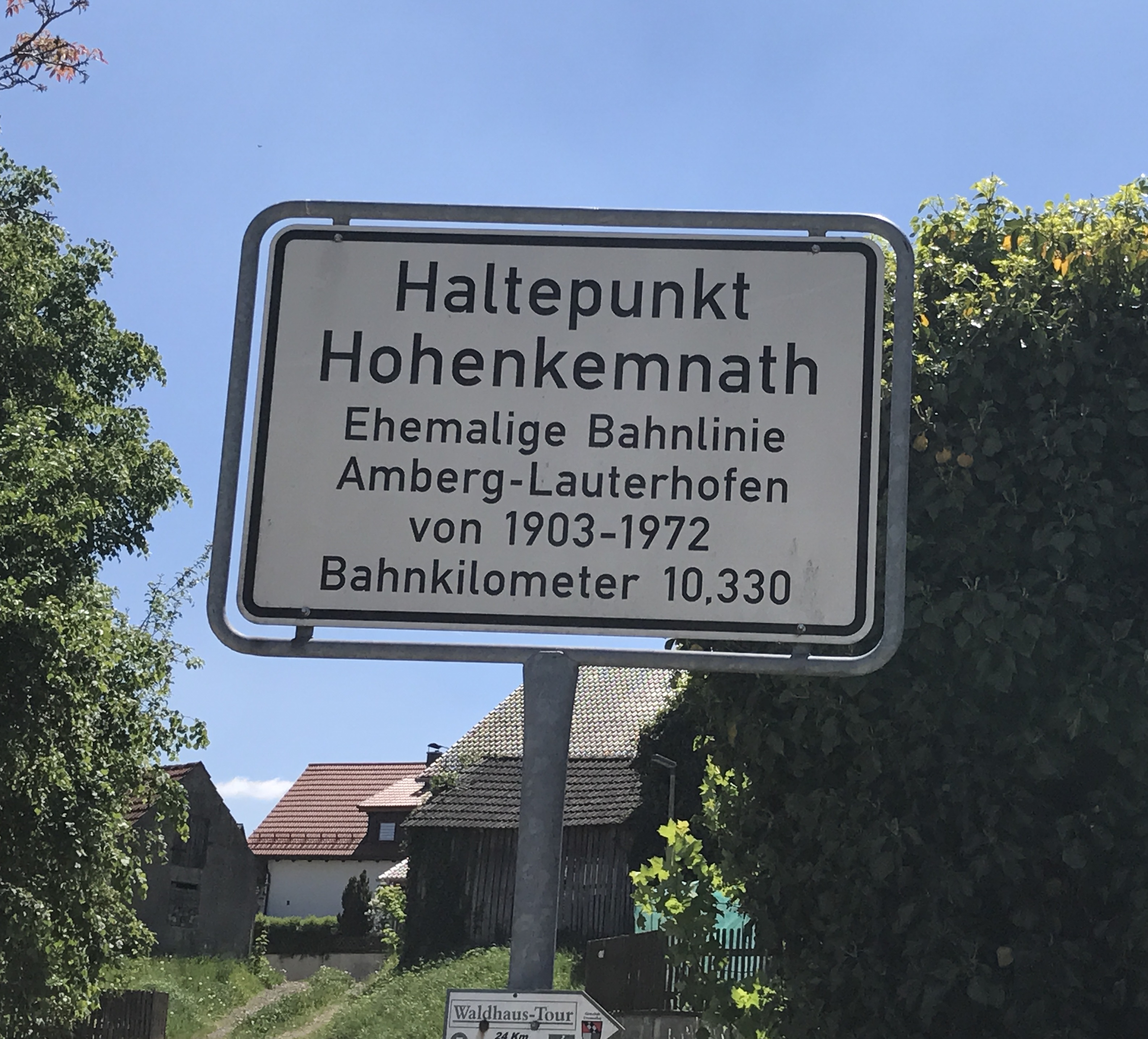

Der Name des Dorfes lautete in den ältesten Urkunden von 1267 Chemnaten apud Amberg oder Kemnaten superior. Später findet man die Bezeichnung Kembnath uff der Höch oder Hohen Kemnath. Das Wort Kemnath wird vom lat. caminata oder mhd. cemenate abgeleitet und bedeutete ein mit einer Feuerstelle versehenes Gemach.
Eng verbunden mit der Geschichte Hohenkemnaths ist das Geschlecht der Kemnather. Stephan Kemnather wurde 1267 vom Amberger Kurfürsten mit der Verwaltung des Gutes beauftragt. Der Besitz wechselte häufig seine Herren und wurde durch Veräußerung immer kleiner; heute befindet sich das Schloss in Privatbesitz. Im späten 16. Jahrhundert wurde die Schlosskapelle ausgebaut. 1969 wurde der Turm renoviert und das alte Kirchenschiff durch ein modernes ersetzt.
Die 1818 mit dem Gemeindeedikt im Königreich Bayern gebildete Landgemeinde  Hohenkemnath gehörte zum Landgericht Amberg.
Ein Ortsbrand hat am 5. Juli 1915 sechs Häuser am südlichen Dorfende eingeäschert. Ab 1922 wurde das Dorf mit elektrischem Strom versorgt, 1953 wurden die ersten Häuser an den Wasserzweckverband Hohenkemnather Gruppe angeschlossen und die vielen Hausbrunnen hatten ausgedient. Durch die kommunale Gebietsreform von 1971/72 schlossen sich 38 Orte aus elf Gemeinden mit drei Pfarreien – Ursensollen, Hohenkemnath und Hausen – in den Diözese Eichstätt und Bistum Regensburg, zur jetzigen Gemeinde Ursensollen zusammen, deren Infrastruktur einem Kleinzentrum entspricht.
Die Gemeinde Hohenkemnath selbst wurde am 1. April 1971 aufgelöst und nach Ursensollen eingegliedert.
Hohenkemnath hatte einen Haltepunkt von 1903 bis 1972 der ehemaligen Bahnstrecke Amberg–Lauterhofen.